# Böhm Ferenc (vízépítő mérnök)
Böhm Ferenc (Bécs, 1733? – 1800 után?) vízépítő mérnök.

## Életpályája
1733 táján született Bécsben, 1751–1757 között hadmérnöki akadémiát végzett. 1757-ben jött Magyarországra a Helytartótanács meghívására. Mikoviny Sámuel utódaként az Esterházy-uradalom mérnöke lett. 1763–1767 között különböző vízrendezési munkálatokat végzett több dunántúli és kisalföldi vármegyében (Pozsony, Győr, Komárom, Fejér stb.).
Fejér vármegyei eredményes működése alapján kapott megbízást Veszprém és Fejér vármegyéktől a Sárvíz-szabályozás tervének elkészítésére, melyet utóbb a folyó Tolna vármegyei szakaszára is kiterjesztett.
A terv a lecsapolás és a vízerő-hasznosítás, a belvizek és a külvizek levezetésének feladatát két külön csatornával oldotta még. A költséges munkálatok végrehajtását azonban az uralkodó által kiküldött királyi biztos (Sigray Károly) sem tudta biztosítani, így 1768–1771 között a csatornáknak csak a felső, Veszprém és Fejér vármegyei szakasza készült el.
Munkásságának elismeréséül 1790 vagy 1791-ben magyar nemességet nyert, és nevét ekkor Cseh-re változtatta.